# Discografia di Kanye West
La seguente è la discografia di Kanye West, rapper e produttore discografico statunitense.

## Album

### Album in studio
| Anno                                                          | Titolo | Classifiche | Classifiche | Classifiche | Classifiche | Classifiche | Classifiche | Classifiche | Classifiche | Vendite | Certificazioni |
| Anno                                                          | Titolo | US          | US R&B/ H-H | AUS         | CAN         | FRA         | GER         | SWE         | UK          | Vendite | Certificazioni |
| ------------------------------------------------------------- | --- | ----------- | ----------- | ----------- | ----------- | ----------- | ----------- | ----------- | ----------- | --- | --- |
| 2004                                                          | The College Dropout - Pubblicato: 10 febbraio 2004 - Etichetta: Roc-A-Fella, Def Jam - Formato: CD, LP, download digitale                          | 2           | 1           | —           | —           | 160         | 77          | 39          | 12          | - Nuova Zelanda: 7.500 - Canada: 100.000 - Danimarca: 20.000 - Regno Unito: 600.000 - Stati Uniti: 4.000.000 | - NZ: Oro - CAN: Platino - DAN: Platino - UK: 3×Platino - USA: 4×Platino |
| 2005                                                          | Late Registration - Pubblicato: 30 agosto 2005 - Etichetta: Roc-A-Fella, Def Jam - Formato: CD, LP, download digitale, streaming                   | 1           | 1           | 14          | 1           | 36          | 14          | 11          | 2           | - Giappone: 100.000 - Australia: 70.000 - Nuova Zelanda: 15.000 - Canada: 200.000 - Irlanda: 30.000 - Danimarca: 40.000 - Regno Unito: 900.000 - Stati Uniti: 5.000.000                                                                                           | - JPN: Oro - AUS: Platino - NZ: Platino - CAN: 2×Platino - IRL: 2×Platino - DAN: 2xPlatino - UK: 3×Platino - USA: 5xPlatino                                                     |
| 2007                                                          | Graduation - Pubblicato: 11 settembre 2007 - Etichetta: Roc-A-Fella, Def Jam - Formato: CD, LP, download digitale, streaming                       | 1           | 1           | 2           | 1           | 9           | 10          | 6           | 1           | - Svizzera: 15.000 - Russia: 10.000 - Islanda: 5.000 - Giappone: 100.000 - Germania: 100.000 - Italia: 25.000 - Irlanda: 15.000 - Australia: 70.000 - Canada: 200.000 - Regno Unito: 600.000 - Nuova Zelanda: 45.000 - Danimarca: 60.000 - Stati Uniti: 5.000.000 | - SVI: Oro - RU: Oro - IS: Oro - JPN: Oro - DE: Oro - ITA: Oro - IRL: Platino - AUS: Platino - CAN: 2×Platino - UK: 2xPlatino - NZ: 3xPlatino - DAN: 3xPlatino - USA: 7xPlatino |
| 2008                                                          | 808s & Heartbreak - Pubblicato: 24 novembre 2008 - Etichetta: Roc-A-Fella, Def Jam - Formato: CD, LP, download digitale, streaming                 | 1           | 1           | 12          | 4           | 52          | 30          | —           | 11          | - Australia: 35.000 - Canada: 80.000 - Irlanda: 15.000 - Regno Unito: 300.000 - Danimarca: 20.000 - Stati Uniti: 3.000.000 | - AUS: Oro - CAN: Platino - IRL: Platino - UK: Platino - DAN: Platino - USA: 3xPlatino                                                                                          |
| 2010                                                          | My Beautiful Dark Twisted Fantasy - Pubblicato: 20 novembre 2010 - Etichetta: Roc-A-Fella, Def Jam - Formato: CD, LP, download digitale, streaming | 1           | 1           | 6           | 1           | 28          | 19          | 19          | 16          | - Italia: 25.000 - Australia: 70.000 - Regno Unito: 300.000 - Danimarca: 40.000 - Stati Uniti: 3.000.000 | - ITA: Oro - AUS: Platino - UK: Platino - DAN: 2xPlatino - USA: 3xPlatino |
| 2013                                                          | Yeezus - Pubblicato: 18 giugno 2013 - Etichetta: Roc-A-Fella, Def Jam - Formato: CD, download digitale, streaming                                  | 1           | 1           | 1           | 1           | 12          | 15          | 21          | 1           | - Australia: 35.000 - Regno Unito: 100.000 - Danimarca: 20.000 - Stati Uniti: 2.0000.000 | - AUS: Oro - UK: Oro - DAN: Platino - USA: 2xPlatino |
| 2016                                                          | The Life of Pablo - Pubblicato: 11 febbraio 2016 - Etichetta: GOOD Music, Roc-A-Fella, Def Jam - Formato: CD, LP, download digitale, streaming     | 1           | 2           | —           | 6           | —           | —           | 2           | 30          | - Polonia: 10.000 - Francia: 50.000 - Regno Unito: 100.000 - Australia: 70.000 - Canada: 160.000 - Danimarca: 60.000 - Stati Uniti: 3.000.000 | - PL: Oro - FRA: Oro - UK: Oro - AUS: Platino - CAN: 2xPlatino - DAN: 3xPlatino - ITA: Oro - USA: 3xPlatino                                                                     |
| 2018                                                          | ye - Pubblicazione: 1º giugno 2018 - Etichetta: GOOD Music, Def Jam - Formato: CD, LP, download digitale, streaming                                | 1           | 1           | 1           | 1           | 19          | 25          | 5           | 2           | - Danimarca: 10.000 - Regno Unito: 100.000 - Stati Uniti: 1.000.000 | - DAN: Oro - ITA: Oro - UK: Oro - USA: Platino |
| 2019                                                          | Jesus Is King - Pubblicazione: 26 ottobre 2019 - Etichetta: GOOD Music, Def Jam - Formato: CD, LP, download digitale, streaming                    | 1           | 1           | 1           | 1           | 16          | 19          | 2           | 2           | - Regno Unito: 60.000 - Danimarca: 10.000 - Stati Uniti: 500.000 | - UK: Argento - DAN: Oro - USA: Oro |
| 2021                                                          | Donda - Pubblicazione: 29 agosto 2021 - Etichetta: GOOD Music, Def Jam - Formato: CD, LP, download digitale, streaming                             | 1           | 1           | 1           | 1           | 1           | 4           | 1           | 1           | - Regno Unito: 100.000 - Italia: 25.000 - Francia: 50.000 - Polonia: 10.000 - Danimarca: 10.000 - Canada: 80.000 - Danimarca: 10.000 - Stati Uniti: 1.000.000 | - UK: Oro - ITA: Oro - FRA: Oro - PL: Platino - DAN: Platino - CAN: Platino - NZ: Platino - USA: Platino                                                                        |
| "—" Denota che non è entrato in classifica in quella nazione. | |             |             |             |             |             |             |             |             | | |

### Album in collaborazione
| Anno                                                         | Album | Posizione massima | Posizione massima | Posizione massima | Posizione massima | Posizione massima | Posizione massima | Posizione massima | Posizione massima | Vendite | Certificazioni                                                                                     |
| Anno                                                         | Album | US                | US R&B/ H-H       | AUS               | CAN               | FRA               | GER               | SWE               | UK                | Vendite | Certificazioni                                                                                     |
| ------------------------------------------------------------ | --- | ----------------- | ----------------- | ----------------- | ----------------- | ----------------- | ----------------- | ----------------- | ----------------- | --- | -------------------------------------------------------------------------------------------------- |
| 2011                                                         | Watch the Throne (con Jay-Z) - Data di pubblicazione: 1º marzo 2011 - Etichetta: Roc-A-Fella, Roc Nation, Def Jam - Formati: CD, digital download                         | 1                 | 1                 | 2                 | 1                 | 10                | 2                 | 27                | 3                 | - Svezia: 20,000 - Australia: 70.000 - Canada: 80.000 - Regno Unito: 300.000 - Danimarca: 40.000 - Stati Uniti: 5.000.000 | - SE: Oro - AUS: Platino - CAN: Platino - ITA: Oro - UK: Platino - DAN: 2xPlatino - USA: 5xPlatino |
| 2012                                                         | Cruel Summer (con GOOD Music) - Data di pubblicazione: 14º settembre 2012 - Etichetta: GOOD Music, Def Jam - Formati: CD, digital download                                | 1                 | 1                 | 7                 | 4                 | 30                | —                 | —                 | 4                 | - Stati Uniti: 1.000.000                                                                                                  | - USA: Platino                                                                                     |
| 2018                                                         | Kids See Ghosts (con Kid Cudi in Kids See Ghosts) - Data di pubblicazione: 8 giugno 2018 - Etichetta: GOOD Music, Def Jam - Formati: CD, LP, download digitale, streaming | 2                 | 1                 | 4                 | 3                 | —                 | 33                | 13                | 7                 | - Regno Unito: 60.000 - Stati Uniti: 500.000                                                                              | - UK: Argento - USA: Oro                                                                           |
| "—" Denota che non è entrato in classifica in quella nazione | |                   |                   |                   |                   |                   |                   |                   |                   | | |

### Album dal vivo
| Anno | Titolo                                                                                        |
| ---- | --------------------------------------------------------------------------------------------- |
| 2006 | Late Orchestration - Data di pubblicazione: 24 aprile 2006 - Etichetta: Mercury               |
| 2010 | VH1 Storytellers: Kanye West - Data di pubblicazione: 5 gennaio 2010 - Etichetta: Roc-A-Fella |

## Singoli

### Come artista principale
| Anno                                                                          | Titolo                                                                                    | Classifiche | Classifiche | Classifiche | Classifiche | Classifiche | Classifiche | Classifiche | Classifiche | Classifiche | Classifiche | Certificazioni | Album di provenienza                                        |
| Anno                                                                          | Titolo                                                                                    | USA         | USA R&B     | US Rap      | AUS         | CAN         | GER         | IRL         | NLD         | SWE         | UK          | Certificazioni | Album di provenienza                                        |
| ----------------------------------------------------------------------------- | ----------------------------------------------------------------------------------------- | ----------- | ----------- | ----------- | ----------- | ----------- | ----------- | ----------- | ----------- | ----------- | ----------- | --- | ----------------------------------------------------------- |
| 2003                                                                          | Through the Wire                                                                          | 15          | 8           | 4           | 81          | 23          | 61          | 24          | 25          | 27          | 9           | - USA: Platino - UK: Platino | The College Dropout                                         |
| 2004                                                                          | All Falls Down (feat. Syleena Johnson)                                                    | 7           | 4           | 2           | —           | 9           | 72          | 23          | 85          | —           | 10          | - US: Platino (2) - UK: Platino | The College Dropout                                         |
| 2004                                                                          | Jesus Walks                                                                               | 11          | 2           | 3           | 37          | 4           | —           | 18          | —           | —           | 16          | - US: Platino (3) - UK: Oro | The College Dropout                                         |
| 2004                                                                          | The New Workout Plan                                                                      | —           | 59          | —           | —           | —           | —           | —           | —           | —           | —           | - US: Oro | The College Dropout                                         |
| 2005                                                                          | Diamonds from Sierra Leone                                                                | 43          | 21          | 11          | 52          | 18          | 67          | 19          | 56          | 30          | 8           | - US: Platino - UK: Argento | Late Registration                                           |
| 2005                                                                          | Gold Digger (feat. Jamie Foxx)                                                            | 1           | 1           | 1           | 1           | 2           | 35          | 3           | 22          | 34          | 2           | - US: Platino (8) - AUS: Platino (4) - UK: Platino (3) - DAN: Oro - GER: Oro - ITA: Oro - NZ: Oro                                                                           | Late Registration                                           |
| 2005                                                                          | Heard 'Em Say (feat. Adam Levine)                                                         | 26          | 17          | 12          | 27          | 19          | 95          | 23          | 67          | —           | 22          | - US: Platino - UK: Argento | Late Registration                                           |
| 2006                                                                          | Touch the Sky (feat. Lupe Fiasco)                                                         | 42          | 23          | 10          | 10          | 36          | 97          | 14          | 64          | —           | 6           | - US: Platino - AUS: Platino - UK: Oro | Late Registration                                           |
| 2006                                                                          | Impossible (featuring Twista, Keyshia Cole and BJ)                                        | —           | 54          | —           | —           | —           | —           | —           | —           | —           | —           | | Mission: Impossible III soundtrack                          |
| 2006                                                                          | Drive Slow (feat. T.I., Paul Wall e GLC)                                                  | —           | —           | —           | —           | —           | —           | —           | —           | —           | —           | - UK: Argento - US: Oro | Late Registration                                           |
| 2007                                                                          | Classic (Better Than I've Ever Been) (con KRS-One, Nas e Rakim)                           | —           | —           | —           | —           | —           | —           | —           | —           | —           | —           | | /                                                           |
| 2007                                                                          | Can't Tell Me Nothing                                                                     | 41          | 20          | 8           | —           | 16          | —           | —           | —           | —           | 107         | - US: 4xPlatino - AUS: Oro - UK: Oro - DAN: Oro | Graduation                                                  |
| 2007                                                                          | Stronger                                                                                  | 1           | 30          | 3           | 2           | 1           | 17          | 2           | 35          | 19          | 1           | - AUS: 8xPlatino - NZ: Oro - UK: 3xPlatino - US: Diamante - GER: Platino - DAN: 2xPlatino - IT: 2xPlatino                                                                   | Graduation                                                  |
| 2007                                                                          | Good Life (feat. T-Pain)                                                                  | 7           | 3           | 1           | 21          | 23          | 78          | 24          | —           | —           | 23          | - US: 3×Platino - UK: Oro | Graduation                                                  |
| 2007                                                                          | Flashing Lights (feat. Dwele)                                                             | 29          | 12          | 2           | 82          | 54          | —           | 21          | —           | —           | 29          | - US: 4xPlatino - UK: Oro - DAN: Oro | Graduation                                                  |
| 2008                                                                          | Homecoming (feat. Chris Martin)                                                           | 69          | 53          | 15          | 32          | 79          | 17          | 5           | 39          | 19          | 9           | - US: 2xPlatino - AUS: Oro - UK: Oro - GEN: Oro - DAN: Oro | Graduation                                                  |
| 2008                                                                          | Love Lockdown                                                                             | 3           | 26          | —           | 18          | 5           | 8           | 4           | 10          | 11          | 8           | - AUS: Oro - DAN: Oro - NZ: Oro - UK: Oro - US: 4×Platinum | 808s & Heartbreak                                           |
| 2008                                                                          | Heartless                                                                                 | 2           | 4           | 1           | 40          | 8           | 37          | 11          | 31          | 17          | 10          | - ITA: Platino - NZ: Oro - UK: Platino - US: 7×Platinum - DAN: Oro - AUS: Oro                                                                                               | 808s & Heartbreak                                           |
| 2009                                                                          | Amazing (feat. Young Jeezy)                                                               | 81          | 65          | 22          | —           | —           | —           | —           | —           | 42          | —           | - US: Platino | 808s & Heartbreak                                           |
| 2009                                                                          | Paranoid (featuring Mr Hudson)                                                            | 118         | —           | —           | 90          | —           | —           | —           | —           | —           | —           | - US: oro | 808s & Heartbreak                                           |
| 2009                                                                          | Forever (con Drake, Lil Wayne e Eminem)                                                   | 8           | 2           | 1           | 99          | 26          | —           | —           | —           | 68          | 42          | - USA: 6xPlatino - UK: Platino | Music Inspired by the Film More Than a Game Relapse: Refill |
| 2010                                                                          | Power (feat. Dwele)                                                                       | 22          | 22          | 14          | 100         | 49          | —           | 30          | —           | —           | 36          | - UK: Oro - USA: 4×Platino - AUS: Platino - DAN: Oro - ITA: Oro | My Beautiful Dark Twisted Fantasy                           |
| 2010                                                                          | Runaway (feat. Pusha T)                                                                   | 12          | 30          | 9           | 46          | 13          | —           | —           | —           | 28          | 56          | - AUS: Platino - US: 3xPlatino - UK: Oro - DAN: Oro | My Beautiful Dark Twisted Fantasy                           |
| 2010                                                                          | Monster (feat. Jay-Z, Rick Ross, Bon Iver e Nicki Minaj)                                  | 18          | 30          | 15          | —           | 43          | —           | —           | —           | —           | 146         | - USA: 2xPlatino - UK: Oro | My Beautiful Dark Twisted Fantasy                           |
| 2010                                                                          | All of the Lights (feat. Rihanna)                                                         | 18          | 2           | 2           | 24          | 53          | —           | 13          | —           | —           | 15          | - AUS: Platino (2) - ITA: Oro - NZL: Oro - UK: 2xPlatino - USA: 5×Platino - DAN: Oro                                                                                        | My Beautiful Dark Twisted Fantasy                           |
| 2010                                                                          | Christmas in Harlem (feat. Cyhi the Prynce e Teyana Taylor)                               | —           | —           | —           | —           | —           | —           | —           | —           | —           | —           | | /                                                           |
| 2011                                                                          | H•A•M (con Jay-Z)                                                                         | 23          | 24          | 15          | 78          | 47          | —           | 40          | 53          | —           | 30          | - US: Oro | Watch the Throne                                            |
| 2011                                                                          | Otis (con Jay-Z feat. Otis Redding)                                                       | 12          | 2           | 2           | 42          | 37          | —           | 49          | 73          | —           | 28          | - CAN: Oro - UK: Oro - US: 3×Platino - AUS: Oro - DAN: Oro | Watch the Throne                                            |
| 2011                                                                          | Lift Off (con Jay-Z feat. Beyoncé)                                                        | 121         | —           | —           | 81          | —           | —           | —           | —           | —           | 48          | | Watch the Throne                                            |
| 2011                                                                          | Niggas in Paris (con Jay-Z)                                                               | 5           | 1           | 1           | 66          | 16          | 40          | 22          | 28          | 44          | 10          | - AUS: Oro - CAN: Platino - UK: 2xPlatino - US: 9xPlatino - BEL: Oro - GER: Platino - DAN: 2xPlatino - ITA: Platino                                                         | Watch the Throne                                            |
| 2011                                                                          | Why I Love You (con Jay-Z feat. Mr Hudson)                                                | —           | —           | —           | —           | —           | —           | —           | —           | —           | 87          | | Watch the Throne                                            |
| 2011                                                                          | Gotta Have It (con Jay-Z)                                                                 | 69          | 14          | 13          | —           | —           | —           | —           | —           | —           | —           | - US: Platino | Watch the Throne                                            |
| 2012                                                                          | No Church in the Wild (con Jay-Z feat. Frank Ocean)                                       | 72          | 31          | 20          | —           | 92          | —           | 55          | —           | —           | 37          | - DAN: Platino - US: Platino - UK: Platino - IT: Oro | Watch the Throne                                            |
| 2012                                                                          | Mercy (con Big Sean, Pusha T e 2 Chainz)                                                  | 13          | 1           | 1           | 60          | 46          | —           | —           | —           | —           | 55          | - US: 4×Platino - UK: Oro - DAN: Oro | Cruel Summer                                                |
| 2012                                                                          | Cold (feat. DJ Khaled)                                                                    | 86          | 69          | —           | —           | 85          | —           | —           | —           | —           | —           | - Oro | Cruel Summer                                                |
| 2012                                                                          | New God Flow (con Pusha T)                                                                | 89          | 43          | —           | —           | 66          | —           | —           | —           | —           | —           | | Cruel Summer                                                |
| 2012                                                                          | Clique (con Jay-Z e Big Sean)                                                             | 12          | 2           | 2           | 39          | 17          | —           | —           | 85          | —           | 22          | - UK: Oro - US: 4×Platino - DAN: Oro | Cruel Summer                                                |
| 2013                                                                          | Black Skinhead                                                                            | 69          | 21          | 15          | 58          | 66          | —           | 55          | —           | —           | 34          | - UK: Oro - USA: 2xPlatino - DAN: Oro - ITA: Oro | Yeezus                                                      |
| 2013                                                                          | Bound 2                                                                                   | 12          | 3           | 3           | 56          | 74          | —           | 68          | —           | —           | 55          | - USA: 3xPlatino - UK: Oro - DAN: Oro | Yeezus                                                      |
| 2015                                                                          | Only One (feat. Paul McCartney)                                                           | 35          | 1           | —           | 8           | 31          | 32          | 43          | 82          | 85          | 28          | - US: Oro - DAN: Oro | /                                                           |
| 2015                                                                          | FourFiveSeconds (con Rihanna e Paul McCartney)                                            | 4           | 1           | —           | 1           | 4           | 3           | 3           | 2           | 1           | 3           | - AUS: 3×Platino - AUT: Oro - DAN: 3×Platino - ITA: 2×Platino - NZ: 2×Platino - POL: 2×Platino - SPA: Platino - SVE: 4×Platino - SVI: Platino - UK: Platino - US: 2×Platino | /                                                           |
| 2015                                                                          | All Day (feat. Theophilus London, Allan Kingdom e Paul McCartney)                         | 15          | 6           | 4           | 42          | 28          | 57          | 52          | 93          | —           | 18          | - US: Platino - UK: Argento | /                                                           |
| 2016                                                                          | Famous                                                                                    | 125         | 43          | —           | —           | —           | —           | 38          | 55          | 77          | 33          | - US: 2x Platino - AUS: Oro - UK: Oro - CAN: Platino - DAN: Platino - IT: Oro                                                                                               | The Life of Pablo                                           |
| 2016                                                                          | Father Stretch My Hands Pt. 1                                                             | 37          | 14          | 9           | —           | 51          | —           | —           | 97          | 79          | 54          | - US: 6xPlatino - UK: Argento - DAN: Oro | The Life of Pablo                                           |
| 2016                                                                          | Pt. 2                                                                                     | 54          | 18          | 11          | —           | 60          | —           | 87          | 100         | 95          | 70          | - US: Platino - UK: Argento | The Life of Pablo                                           |
| 2016                                                                          | Champions (con Gucci Mane, Big Sean, 2 Chainz, Travis Scott, Yo Gotti, Quavo e Desiigner) | 71          | 22          | 15          | —           | 73          | —           | —           | —           | —           | 128         | - US: Platino - DAN: Oro - UK: Argento | /                                                           |
| 2016                                                                          | Fade                                                                                      | 47          | 12          | —           | 69          | 37          | —           | 75          | —           | —           | 50          | - UK: Oro - US: 2xPlatino | The Life of Pablo                                           |
| 2018                                                                          | Lift Yourself                                                                             | —           | —           | —           | —           | —           | —           | 94          | —           | —           | —           | | /                                                           |
| 2018                                                                          | Ye vs. the People (feat. T.I.)                                                            | 85          | —           | —           | —           | —           | —           | —           | —           | —           | —           | | /                                                           |
| 2018                                                                          | Yikes                                                                                     | 8           | 7           | 6           | 18          | 6           | 84          | 16          | 77          | 73          | 10          | - US: Platino - UK: Argento | Ye                                                          |
| 2018                                                                          | All Mine                                                                                  | 11          | 9           | 8           | 10          | 12          | 75          | 13          | 46          | 30          | 11          | - US: 3xPlatino - UK: Argento - PT: Oro - DAN: Oro | Ye                                                          |
| 2018                                                                          | XTCY                                                                                      | —           | —           | —           | —           | —           | —           | —           | —           | —           | —           | | /                                                           |
| 2018                                                                          | I Love It (con Lil Pump)                                                                  | 6           | 5           | 5           | 4           | 1           | 9           | 2           | 8           | 1           | 3           | - US: 2× Platino - UK: Platino - AUS: 3× Platino - DAN: Platino - FR: Oro - NZ: Oro - PT: Oro                                                                               | Harverd Dropout                                             |
| 2019                                                                          | Follow God                                                                                | 7           | 3           | 2           | 7           | 6           | —           | 5           | 40          | 18          | 6           | - US: 2xPlatino - UK: Argento - DAN: Oro - PL: Oro - PT: Oro | Jesus Is King                                               |
| 2019                                                                          | Closed on Sunday                                                                          | 17          | 8           | —           | 19          | 20          | 87          | 19          | 93          | 71          | 13          | - US: Oro | Jesus Is King                                               |
| 2020                                                                          | Wash Us in the Blood (feat. Travis Scott)                                                 | 49          | 20          | —           | 31          | 77          | —           | 32          | —           | —           | 51          | | /                                                           |
| 2020                                                                          | Nah Nah Nah                                                                               | —           | —           | —           | —           | —           | —           | —           | —           | —           | —           | | /                                                           |
| 2021                                                                          | Hurricane (con The Weeknd feat. Lil Baby)                                                 | 6           | 1           | 1           | 4           | 4           | 37          | 7           | 28          | 8           | 7           | - US: 2xPlatino - CAN: Platino - UK: Argento - DAN: Oro | Donda                                                       |
| 2021                                                                          | Life of the Party (con André 3000)                                                        | —           | 47          | —           | —           | —           | —           | 96          | —           | —           | —           | | Donda                                                       |
| 2021                                                                          | Believe What I Say                                                                        | 28          | 15          | 13          | 17          | 29          | —           | —           | —           | —           | —           | - US: Oro | Donda                                                       |
| 2021                                                                          | Off the Grid                                                                              | 11          | 4           | 4           | 9           | 7           | —           | 11          | 38          | 30          | 15          | - US: Platino - CAN: Oro | Donda                                                       |
| 2022                                                                          | Eazy (con The Game)                                                                       | 49          | 13          | 9           | —           | 35          | —           | 20          | —           | 86          | 32          | | Drillmatic - Heart vs. Mind Donda 2                         |
| 2022                                                                          | City of Gods (con Fivio Foreign e Alicia Keys)                                            | 46          | 15          | 10          | 66          | 20          | —           | 36          | —           | —           | 58          | - US: Oro - CAN: Oro | Drillmatic - Heart vs. Mind Donda 2                         |
| 2022                                                                          | True Love (con XXXTentacion)                                                              | 22          | 5           | 4           | 21          | 21          | 54          | 25          | —           | —           | 31          | | Drillmatic - Heart vs. Mind Donda 2                         |
| "—" indica una pubblicazione non classificata o non pubblicata in quel paese. |                                                                                           |             |             |             |             |             |             |             |             |             |             | |                                                             |

### Come artista ospite
| Anno | Title                                                                               | Classifiche | Classifiche | Classifiche | Classifiche | Classifiche | Classifiche | Classifiche | Classifiche | Classifiche | Classifiche | Album                                       |
| Anno | Title                                                                               | USA         | US R&B      | US Rap      | AUS         | CAN         | FRA         | GER         | NLD         | SWI         | UK          | Album                                       |
| ---- | ----------------------------------------------------------------------------------- | ----------- | ----------- | ----------- | ----------- | ----------- | ----------- | ----------- | ----------- | ----------- | ----------- | ------------------------------------------- |
| 2003 | Slow Jamz (Twista featuring Kanye West e Jamie Foxx)                                | 1           | 1           | 1           | 26          | —           | —           | 58          | 15          | —           | 3           | Kamikaze                                    |
| 2004 | "This Way" (Dilated Peoples featuring Kanye West)                                   | 78          | 41          | 22          | —           | —           | —           | —           | —           | —           | 35          | Neighborhood Watch                          |
| 2004 | "Down and Out" (Cam'ron featuring Kanye West e Syleena Johnson)                     | 94          | 29          | 20          | —           | —           | —           | —           | —           | —           | —           | Purple Haze                                 |
| 2004 | Talk About Our Love (Brandy featuring Kanye West)                                   | 36          | 16          | —           | 28          | —           | —           | 89          | 25          | 42          | 6           | Afrodisiac                                  |
| 2004 | The Food (Common featuring Kanye West e DJ Dummy)                                   | —           | —           | —           | —           | —           | —           | —           | —           | —           | —           | Be                                          |
| 2004 | "Selfish" (Slum Village featuring Kanye West e John Legend)                         | 55          | 20          | 15          | —           | —           | —           | —           | —           | —           | —           | Detroit Deli (A Taste of Detroit)           |
| 2004 | "Real Love" (Rell featuring Kanye West e Consequence)                               | —           | 113         | —           | —           | —           | —           | —           | —           | —           | —           | Non-album single                            |
| 2004 | I Changed My Mind (Keyshia Cole featuring Kanye West)                               | 71          | 23          | —           | —           | —           | —           | —           | —           | —           | 48          | The Way It Is                               |
| 2005 | The Corner (Common featuring Kanye West e The Last Poets)                           | 110         | 42          | —           | —           | —           | —           | —           | —           | —           | —           | Be                                          |
| 2005 | Go! (Common featuring Kanye West e John Mayer)                                      | 79          | 31          | 21          | —           | —           | —           | —           | —           | —           | 79          | Be                                          |
| 2005 | Number One (John Legend featuring Kanye West)                                       | —           | 86          | —           | —           | —           | —           | —           | —           | —           | 62          | Get Lifted                                  |
| 2005 | "Brand New" (Rhymefest featuring Kanye West)                                        | —           | —           | —           | —           | —           | —           | —           | —           | —           | 32          | Blue Collar                                 |
| 2006 | Extravaganza (Jamie Foxx featuring Kanye West)                                      | —           | 52          | —           | 44          | —           | —           | 99          | —           | —           | 43          | Unpredictable                               |
| 2006 | "Grammy Family" (DJ Khaled featuring Kanye West, Consequence e John Legend)         | —           | 124         | —           | —           | —           | —           | —           | —           | —           | —           | Listennn... the Album                       |
| 2006 | Number One (Pharrell featuring Kanye West)                                          | 57          | 40          | —           | —           | —           | —           | —           | —           | —           | 31          | In My Mind                                  |
| 2007 | Wouldn't Get Far (The Game featuring Kanye West)                                    | 64          | 26          | 11          | —           | —           | —           | —           | —           | —           | —           | Doctor's Advocate                           |
| 2007 | I Still Love H.E.R. (Teriyaki Boyz featuring Kanye West)                            | —           | —           | —           | —           | —           | —           | —           | —           | —           | —           | Serious Japanese                            |
| 2007 | Pro Nails (Kid Sister featuring Kanye West)                                         | 21          | —           | —           | —           | —           | —           | —           | —           | —           | —           | Ultraviolet                                 |
| 2008 | Finer Things (DJ Felli Fel featuring Jermaine Dupri, Kanye West, Ne-Yo e Fabolous)  | 101         | 80          | 8           | —           | —           | —           | —           | —           | —           | —           | Non-album single                            |
| 2008 | American Boy (Estelle featuring Kanye West)                                         | 9           | 55          | —           | 3           | 9           | 3           | 5           | 5           | 5           | 1           | Shine                                       |
| 2008 | Put On (Young Jeezy featuring Kanye West)                                           | 12          | 3           | 1           | —           | 46          | —           | —           | —           | —           | —           | The Recession                               |
| 2008 | Stay Up! (Viagra) (88-Keys featuring Kanye West)                                    | —           | —           | —           | —           | —           | —           | —           | —           | —           | —           | The Death of Adam                           |
| 2008 | Swagga like Us (Jay-Z and T.I. featuring Kanye West e Lil Wayne)                    | 5           | 11          | 4           | —           | 19          | —           | —           | —           | —           | 33          | Paper Trail                                 |
| 2008 | Go Hard (DJ Khaled featuring Kanye West e T-Pain)                                   | 69          | 53          | 19          | —           | —           | —           | —           | —           | —           | —           | We Global                                   |
| 2009 | Knock You Down (Keri Hilson featuring Kanye West e Ne-Yo)                           | 3           | 1           | —           | 24          | 9           | —           | 30          | —           | —           | 5           | In a Perfect World…                         |
| 2009 | Kinda Like a Big Deal (Clipse featuring Kanye West)                                 | —           | 119         | —           | —           | —           | —           | —           | —           | —           | —           | Till the Casket Drops                       |
| 2009 | Walkin' on the Moon (The-Dream featuring Kanye West)                                | 87          | 38          | —           | —           | —           | —           | —           | —           | —           | —           | Love vs. Money                              |
| 2009 | Supernova (Mr Hudson featuring Kanye West)                                          | 112         | —           | —           | —           | —           | —           | —           | —           | —           | 2           | Straight No Chaser                          |
| 2009 | Maybach Music 2 (Rick Ross featuring T-Pain, Kanye West e Lil Wayne)                | 92          | 54          | —           | —           | —           | —           | —           | —           | —           | —           | Deeper Than Rap                             |
| 2009 | Make Her Say (Kid Cudi featuring Kanye West e Common)                               | 43          | 39          | 11          | 62          | 78          | —           | 85          | —           | —           | 67          | Man on the Moon: The End of Day             |
| 2009 | Digital Girl (Remix) (Jamie Foxx featuring Kanye West, The-Dream e Drake)           | 92          | 38          | —           | —           | —           | —           | —           | —           | —           | —           | Intuition                                   |
| 2009 | Run This Town (Jay-Z con Kanye West e Rihanna)                                      | 2           | 3           | 1           | 9           | 6           | —           | 18          | 30          | 9           | 1           | The Blueprint 3                             |
| 2010 | We Are the World 25 for Haiti (with Artists for Haiti)                              | 2           | —           | —           | 18          | 7           | —           | —           | —           | —           | 50          | Non-album single                            |
| 2010 | Erase Me (Kid Cudi featuring Kanye West)                                            | 22          | —           | —           | 50          | 12          | —           | —           | —           | —           | 58          | Man on the Moon II: The Legend of Mr. Rager |
| 2010 | Start It Up (Lloyd Banks featuring Kanye West, Ryan Leslie, Swizz Beatz e Fabolous) | 105         | 52          | 20          | —           | —           | —           | —           | —           | —           | —           | The Hunger for More 2                       |
| 2010 | Hurricane 2.0 (Thirty Seconds to Mars featuring Kanye West)                         | —           | —           | —           | 67          | —           | —           | 45          | —           | —           | 124         | This Is War                                 |
| 2011 | E.T. (Katy Perry featuring Kanye West)                                              | 1           | 83          | —           | 5           | 1           | 10          | 9           | —           | —           | 3           | Teenage Dream                               |
| 2011 | Marvin & Chardonnay (Big Sean featuring Kanye West e Roscoe Dash)                   | 32          | 1           | 4           | —           | —           | —           | —           | —           | —           | —           | Finally Famous                              |
|      | "—" Denota che il singolo non è entrato in classifica in quella nazione             |             |             |             |             |             |             |             |             |             |             |                                             |

## Mixtape
- 2005 – Freshmen Adjustment
- 2006 – Freshmen Adjustment Volume 2
- 2007 – Freshmen Adjustment Volume 3
- 2007 – Can't Tell Me Nothing
- 2009 – LVs & Autotune
- 2010 – Check The Resume
- 2010- Good Fridays

## Album video
| Anno | Titolo                                                                                               |
| ---- | --- |
| 2005 | The College Dropout Video Anthology - Data di pubblicazione: March 22, 2005 - Etichetta: Roc-A-Fella |
| 2006 | Late Orchestration - Data di pubblicazione: 2006 - Etichetta: Roc-A-Fella                            |